# Kurt von Odeleben
Kurt Karl Erdmann Freiherr von Odeleben (* 19. Juni 1858 in Reichenbach; † 2. Mai 1913 in Dresden) war ein sächsischer Generalmajor.

## Leben
Kurt Freiherr von Odeleben, Sohn eines Bahnhofsinspektors, trat 1871 in den Kadettenkorps der sächsischen Armee ein, wo er nach vieljähriger Erziehung unter Ernennung zum Fähnrich am 20. November 1877 dem 2. Feldartillerie-Regiment Nr. 28 übergeben wurde. Am 6. Oktober 1878 avancierte er zum Leutnant beim Regiment und durchlief in den folgenden Jahren eine typische militärische Laufbahn, wonach er am 20. Dezember 1886 zum Oberleutnant und am 22. September 1890 zum Hauptmann aufstieg. Unter Beförderung zum Major am 20. April 1900 wurde er als Abteilungskommandeur der I. Abteilung in das 3. Feldartillerie-Regiment Nr. 32 in Riesa versetzt. Im folgenden Jahr wurde er in die Allgemeine Armee-Abteilung des sächsischen Kriegsministeriums unter dem Generalmajor Karl von Friesen-Miltitz versetzt. Nach mehreren Jahren in dieser Verwendung wurde er 1904 als Abteilungskommandeur der I. Abteilung in das 2. Feldartillerie-Regiment Nr. 28 versetzt. In dieser Verwendung stieg er am 23. September 1905 zum Oberstleutnant auf. Nachfolgend wurde er Regimentskommandeur des 7. Feldartillerie-Regiments Nr. 77 in Leipzig und wurde in dieser Eigenschaft am 15. November 1908 zum Oberst befördert.
Im Jahr 1910 stellte er mit dem Leutnant Warnebold einen Strafantrag gegen den Redakteur Müller der Leipziger Volkszeitung, welcher mehrere dienstliche Maßregeln kritisierte. Am 17. Juni 1910 wurde er zur Disposition gestellt und der Landwehr überführt, wo er als Kommandeur des Landwehr-Bezirks II Dresden verwendet wurde. Unter Genehmigung seines Abschiedsgesuches wurde er am 25. April 1913 mit dem Charakter eines Generalmajors von seiner Stellung enthoben. Der Generalmajor z. D. wurde auf dem Friedhof in Dresden-Tolkewitz begraben.